# Do You Want to Know a Secret
"Do You Want to Know a Secret" é uma canção dos Beatles lançada no álbum Please Please Me, de 1963, e cantada por George Harrison. No Estados Unidos, a canção também foi lançada em single, o que nunca aconteceu no Reino Unido. A canção foi gravada em 11 de fevereiro de 1963 junto com 9 outras canções para o álbum Please Please Me.
"Do You Want to Know a Secret" foi escrita por John Lennon, inspirada em "I'm Wishing", um tema do desenho animado Branca de Neve e os Sete Anões de Walt Disney de 1937, que a mãe de John, Julia Lennon, cantava para ele quando criança. Segundo Paul McCartney, a composição pode ser dividida em 50% entre ele e Lennon.
Em 1980, Lennon disse que deu a canção "Do You Want to Know a Secret" para Harrison cantar porque "ela tinha apenas três notas e ele não era o melhor cantor no mundo," mas acrescentou "ele tem melhorado muito desde aquela época." George cantou duas canções no álbum Please Please Me, esta canção de Lennon/McCartney e "Chains" de Gerry Goffin e Carole King. Os Beatles não gravaram uma canção composta por George Harrison até "Don't Bother Me" do álbum With the Beatles.

## Créditos
- George Harrison: guitarra acústica eletrificada, vocal principal
- John Lennon: guitarra acústica eletrificada, harmonização vocal
- Paul McCartney: baixo, harmonização vocal
- Ringo Starr: bateria